# Китайка (ткань)
Кита́йка — первоначально, шёлковая, затем хлопчатобумажная лёгкая ткань, производившаяся в Китае, и массово ввозившаяся в Россию в XVIII — начале XIX века. В первой четверти XIX века импорт был полностью вытеснен российским производством.

## Российское производство
В начале XIX века уже в самой России возникло много китаечных фабрик. Особенно размножились они в Кинешемском уезде Костромской губернии, в Казанской, в Московской, а затем и в Вятской губерниях. Изделия российских фабрик не уступали по качеству привозной китайке, а цена была ниже. В результате российская китайка не только вытеснила из России привозную, но с 1825 года стала в значительных количествах экспортироваться в Китай. По количеству производства китайки выше всех стояла Костромская губерния.
В самой Костромской губернии производство китайки было сконцентрировано в Вичугском крае. Одним из пионеров массового производства русской китайки был вичугский фабрикант Пётр Кузьмич Коновалов (1781—1846). Первые годы его фабрика, официальной датой основания которой считается 1812 г. (а самая ранняя дата, упоминаемая в источниках, — 1800 год), вырабатывала исключительно китайку.